# 弗蘭特納克 (明尼蘇達州)
弗蘭特納克（英語：Frontenac，/ˈfrɒtɛnæk/ FRON-teh-nak）是位於美國明尼蘇達州古德休縣佛羅倫斯鎮區的一個普查規定居民點。

## 人口
根據2020年美國人口普查的數據，弗蘭特納克的面積為4.78平方千米，當中陸地面積為4.78平方千米，而水域面積為0.01平方千米。當地共有人口249人，而人口密度為每平方千米52.09人。